# زمرين (طرطوس)
زمرين هي قرية في ريف محافظة طرطوس في سوريا. حيث تبعد حوالي 15 كم عن مركز المحافظة وهي تتربع على جبل يطل على البحر الأبيض المتوسط. تحاط قرية زمرين بمجموعة من الوديان الجميلة حيث لعبت تلك الوديان دوراً كبيراً في صد العدوان والغزوات على مر العصور.فكانت قلعة من القلاع الحصينة في وجه الاستعمار الفرنسي ونقطة البداية في خط الدفاع ضد الحملات الفرنسية التي كانت تتجه إلى الساحل السوري.
تضاربت الروايات حول تسمية القرية بهذا الاسم:
- زمرين:تعني الزمهرير أي البرد القارس نظراً لتربعها على جبل ومقابلة البحر.
- زمرين:تعني زمرتين من القمح حيث كان أهالي القرية يجمعون جميع القمح في زمرة وا حدة ويتقاسمون الموسم ونظراً لتزايد عدد سكان القرية أصبحوا يجمعونها في زمرتين.

## السكان
يبلغ عدد سكان قرية زمرين حوالي (4000–5000) نسمة وتمتاز هذه القرية بارتفاع نسبة المتعلمين فيها والعديد منهم حاصل على شهادات جامعية في مختلف الاختصاصات. يغترب عدد لا بأس به من سكانها في مختلف دول العالم شأنهم شأن معظم سكان الجمهورية العربية السورية ففي إحصاءات ليست بالحديثة يقدر عدد السوريين في العالم بحوالي 60 مليون نسمة منهم 22 مليون فقط في سورية.
كما وأن جميع سكان القرية من المسلمين السنّة، ويحيط بالقرية عدة قرى مسيحية مثل قريتي السودا ومتن الساحل والجميع يشهد لأهل القرية، بحسن الجوار وإغاثة الملهوف والعادات العربية المتأصلة بأهل القرية.
نظراً لهواء القرية العليل والاطلالة الخلابة والجمع بين البحر والجبل؛ سكن فيها الشيخ محمد علي الدرة - من أعلام النحو في حمص الذي 
انتقل من حمص إلى قرية (زمرين) في محافظة طرطوس عام 1960م، واستفاد صحياً وعلمياً في هذه القرية، حيث أنها تقع في قمة جبل هواؤها عليل، ومناخها طيب، فزالت عنه بعض الأمراض التي كانت تُصاحبه، واستفاد علمياً بالوعظ والإرشاد، فأهلها طيبون يقبلون الموعظة كما أن شبابها ومعلِّمي المدارس فيها ( عندما رأوا استقامة لسانه في الخطب المنبرية) أدركوا بحسهم أنه ممن يستفاد منه في النحو، فأقبلوا يقرؤون عليه «الشذور» و«المغني» وغيرهما، وحرَّضوه على تعليم أبنائهم، فأخذ يعقد دورات في الصيف في تلاوة القرآن والنحو في مسجد القرية للطلاب، فاستفاد منه جمعٌ غفير. وأثناء وجوده في تلك القرية حدث الانفصال بين سورية ومصر، وصار الشباب المتحمِّسون يتكلمون عن المشايخ ويتهمونهم بتأييد الانفصال، فساءه ذلك، وقرر مغادرة القرية رغم تشبث غالبية أهلها به.
كماأن هناك أعداد كبيرة من شباب قرية زمرين يعملون في المجال البحري حيث يتلقون دراساتهم البحرية في مصر شأنهم شان غالبية شباب [جزيرة أرواد] وقد بدأت هذه الحمى تتفشى بسبب غلاء المعيشة وضعف مردود العمل الزراعي وضعف ثقة الشاب بالوظيفة الحكومية. كما تشتهر قرية زمرين بالزراعة وخاصة الدفيئات حيث أنها تعتبر حتى الآن مصدر الرزق الرئيسي لكثير من أهالي القرية بجانب زراعة الزيتون والحمضيات واللوزيات التي كانت سابقاً الزراعات المسيطرة بالقرية.
و مما يميز أهالي قرية زمرين هو تأصل العادات العربية القديمة كالشموخ والنخوة والإيثار وحب الغير والتضحية، حيث يقف أبناء القرية جنباً إلى جنب أيام المواسم وأيام الفرح والحزن ليشكلوا بذلك لوحة فنية رائعة رسمت بألوان من الطيبة والبراءة.

## اللهجة
يتكلم أهالي القرية بلهجة خاصة جداً ومختلفة عن اللهجات الأخرى في قرى محافظة طرطوس، تشبه إلى حد كبير اللهجة التي يتكلمها أهالي جزيرة أرواد؛ وأقرب للهجة اللبنانية.
حيث أنها تمتاز بلفظ حرف القاف كالألف مثل اللهجة الحلبية ولكن بشكل أثقل، وفيها مصطلحات تتميز عن باقي القرى المجاورة.
‌